# 水野好路
水野 好路（みずの こうじ、1930年〈昭和5年〉4月17日 - 1998年〈平成10年〉6月9日）は、昭和から平成時代の政治家。青森県十和田市長。

## 経歴
初代十和田市長の水野陳好の二男としてのちの十和田市に生まれる。1954年（昭和29年）岩手大学農学部を卒業し、青森県に出仕。青森県農林部土地改良二課長、同農林部次長などを経て、1981年（昭和56年）十和田市に出向し助役に就任する。退官後は日本基礎技術青森所長を経て、1992年（平成4年）10月、十和田市長に就任した。1996年（平成8年）再選したが、1998年（平成10年）在任中に死去した。
任期中は、農林業の振興、高森山周辺の観光開発、稲生川周辺整備、生活道路整備、国際交流の推進などに尽力した。